# Paola Cavigliasso
Paola Cavigliasso (Murello, 2 ottobre 1942) è una politica italiana.

## Biografia
Nata a Murello, in provincia di Cuneo nel 1942, svolge inizialmente il lavoro di docente poi a partire dai primi anni Settanta si iscrive alla Democrazia Cristiana dove sarà incaricata per ben due volte alla carica di sottosegretario di stato alla sanità durante i due governi di Bettino Craxi. Deputata per quattro legislature dal 1976 al 1991, è stata anche sottosegretario di stato ai beni culturali nel sesto governo di Amintore Fanfani. Si ritirerà dalla carriera politica nel 1991.